# Podstepnoje
Der russische Ort Podstepnoje (russisch Подстепное) in der Oblast Saratow geht auf den wolgadeutschen Ort Rosenheim zurück.

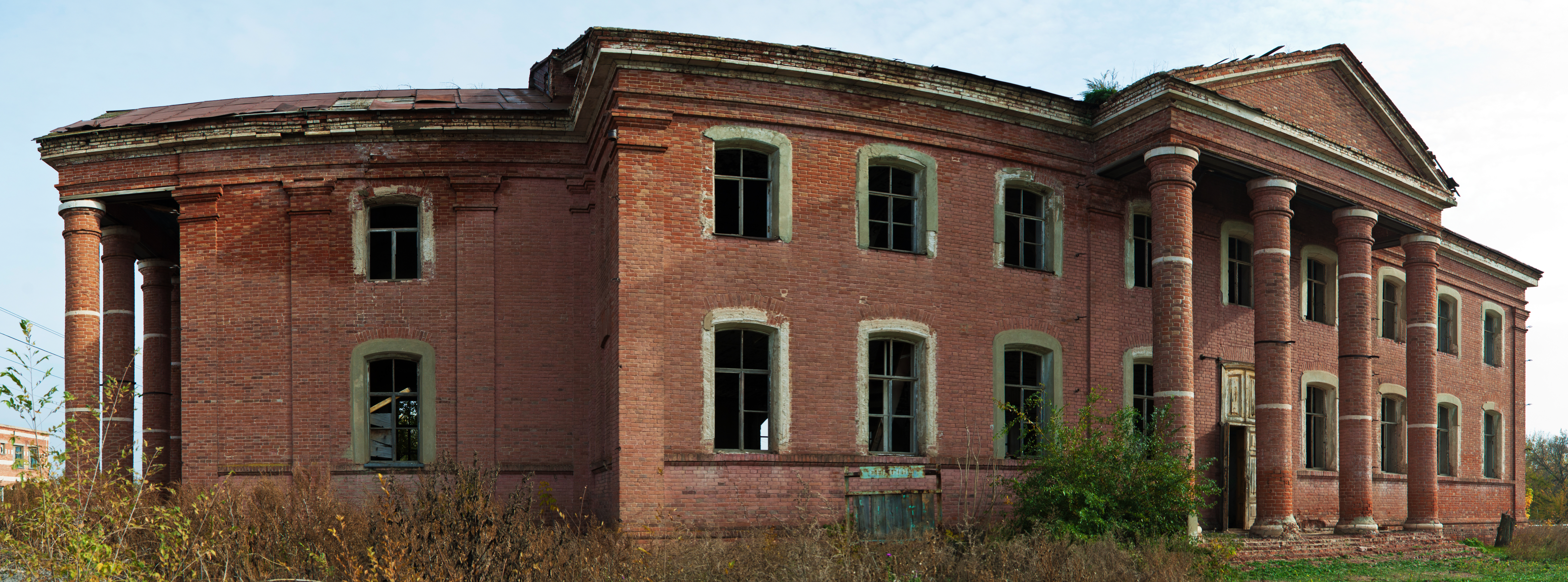
Ehemalige deutsche lutherische Kirche

## Geschichte
Die deutsche Kolonie Rosenheim wurde am 27. Juli 1765 als Kronkolonie gegründet. Der deutsche Name sollte wohl ein Gefühl von Heimeligkeit vermitteln. Der zweite offizielle russische Name „Podstepnoje“ wurde der Kolonie aufgrund des Erlasses vom 26. Februar 1768 verliehen, der die Benennung der Kolonien regelt. Er dürfte sich auf den für das linksufrige Wolgagebiet typische Steppencharakter der Umgebung beziehen.
Die Gründer von Rosenheim waren Lutherische aus Schwaben, Sachsen, Brandenburg, Württemberg und anderen deutschen Ländern.
In den Jahren 1884–86 wurde im Dorf eine neue Steinkirche errichtet, die bis heute erhalten ist. 1915 wurde Rosenheim im Zuge der im Land entfesselten antideutschen Propagandakampagne in Podstepnoje umbenannt. Nach der Gründung der Arbeitskommune der Wolgadeutschen erhielt die Siedlung 1918 ihren deutschen Namen zurück. 1920–23 herrschte in Wolgakolonien eine Hungersnot.
In den Jahren 1922–27 gehörte das Dorf Rosenheim zum Kanton Krasny Jar in der Republik der Wolgadeutschen. Im Zuge einer Verwaltungsreform Ende 1927 wurde der Ort dem Kanton Marxstadt angeschlossen. 1935 wurde der Kanton Krasny Jar wiedererrichtet. Bis 1941 war der Ort Verwaltungszentrum des gleichnamigen Dorfsowjets, zu dem 1926 neben dem Dorf Rosenheim auch das Vorwerk Metschetka gehörte. Im September 1941 wurden alle Deutschen deportiert.